# サントリービバレッジサービス
サントリービバレッジサービス株式会社（Suntory Beverage Service Limited）は、自動販売機での飲料水の販売、また自動販売機の維持と管理を行っていた企業。サントリーグループの企業であり、サントリービバレッジソリューションの100%子会社。

## 概要
1997年に日本におけるペプシコーラ事業（マーケティング及び製造販売総代理権）がペプシコ日本支社からサントリーに譲渡されたと同時に、ペプシコ日本支社の業務を継承する形で日本ペプシコーラ販売株式会社として設立。翌1998年1月から事業を開始した。以降はサントリーフーズが発売している清涼飲料（ペプシ、BOSSなど）を自動販売機にて販売している。
2013年4月1日付で日本ペプシコーラ販売を存続会社として、北海道ペプシコーラ販売、東北ペプシコーラ販売、中部ペプシコーラ販売、近畿中国ペプシコーラ販売、南九州ペプシコーラ販売の5社を吸収合併したと同時に、日本ペプシコーラ販売の商号をサントリービバレッジサービス株式会社へ変更した。
サントリー食品インターナショナルは2021年5月19日に、自動販売機等に関する事業を2022年1月1日付でサントリービバレッジサービス、サントリービバレッジソリューション（初代）、ジャパンビバレッジの3社を統合し、ジャパンビバレッジから商号変更される予定であるサントリービバレッジソリューション株式会社（2代）へ移管を行う事、サントリービバレッジサービスが手掛けている不動産管理事業等を2022年1月1日付でサントリー食品インターナショナルへ会社分割により譲渡する事をそれぞれ発表。
サントリー食品インターナショナルは2021年10月15日に事業再編の概要を発表。サントリービバレッジソリューション株式会社（2代）はサントリー食品インターナショナルの傘下となる。
2022年1月1日に実施された経営統合により、サントリービバレッジサービスが手掛けていた自動販売機事業に関してはサントリービバレッジソリューション（2代）へ、不動産管理事業等はサントリー食品インターナショナルへそれぞれ移管された。同時にサントリービバレッジソリューション（初代）とコーシン・サントリービバレッジを吸収合併した。サントリービバレッジサービス自体も、2022年12月1日にサントリー食品インターナショナルへ吸収合併され解散した。

## 事業所
- 本社、首都圏営業本部 - 東京都新宿区荒木町13-4 住友不動産四谷ビル5階（旧：日本ペプシコーラ販売）
- 北海道営業本部 - 北海道札幌市白石区米里2条3丁目2番30号（旧：北海道ペプシコーラ販売）
- 東北営業本部 - 宮城県仙台市泉区明石南三丁目二番一（旧：東北ペプシコーラ販売）
- 関東・信越営業本部 - 長野県長野市真島町真島1388（旧：中部ペプシコーラ販売から長野県・新潟県エリアを移管）
- 東海・北陸営業本部 - 愛知県名古屋市中村区名駅南一丁目12番9号 グランスクエア名駅南ビル6階（旧：中部ペプシコーラ販売）
- 近畿営業本部 - 大阪府大阪市西区土佐堀1-4-11 金鳥土佐堀ビル4階（旧：近畿中国ペプシコーラ販売）
- 中国・四国営業本部 - 広島県広島市西区商工センター3-3-14（旧：近畿中国ペプシコーラ販売から岡山県・広島県・愛媛県・高知県エリアを移管）
- 九州営業本部 - 熊本県熊本市中央区花畑町4番7号　朝日新聞第一生命ビルディング8階（旧：南九州ペプシコーラ販売）

## 沿革
- 1997年12月10日 - 日本ペプシコーラ販売株式会社として設立。
- 2013年4月1日 - 日本ペプシコーラ販売を存続会社として、北海道ペプシコーラ販売、東北ペプシコーラ販売、中部ペプシコーラ販売、近畿中国ペプシコーラ販売、南九州ペプシコーラ販売の5社を吸収合併。日本ペプシコーラ販売の商号をサントリービバレッジサービス株式会社へ変更。
- 2022年1月1日 - 自動販売機事業をジャパンビバレッジから商号変更されたサントリービバレッジソリューション株式会社（2代）へ移管。不動産管理事業等をサントリー食品インターナショナルへ移管。
- 2022年12月1日 - サントリー食品インターナショナル株式会社に吸収合併され解散。

## 関連会社
- サントリー食品インターナショナル
- サントリーフーズ
- サントリービバレッジソリューション
- コーシン・サントリービバレッジ
- サントリーフーズ沖縄
- 原田ベンディングサービス
- オリエンタル商事